# نبییاس
نبییاس (به اسپانیایی: Novillas) یک دهستان در اسپانیا است که در استان ساراگوسا واقع شده‌است. نبییاس ۲۵ کیلومتر مربع مساحت و ۶۶۷ نفر جمعیت دارد.